# 阿諾德 (伊利諾伊州摩根縣)
阿諾德（英語：Arnold）是位於美國伊利諾伊州摩根縣的一個非建制地區。該地的面積和人口皆未知。

## 地理
阿諾德的座標為39°43′16″N 90°08′42″W / 39.72111°N 90.14500°W，而該地的平均海拔高度為195米（即640英尺）。